# Kodeks 0286
Kodeks 0286 (Gregory-Aland no. 0286) – grecki kodeks uncjalny Nowego Testamentu na pergaminie, datowany metodą paleograficzną na X lub XI wiek. Rękopis jest przechowywany na Synaju. Tekst rękopisu nie jest wykorzystywany we współczesnych wydaniach greckiego Nowego Testamentu. 

## Opis
Zachowały się fragmenty 2 pergaminowych kart rękopisu z greckim tekstem Ewangelii Mateusza (16,13-19) i Ewangelii Jana (10,12-16). Według rekonstrukcji oryginalne karty miały rozmiar 17,5 na 16,5 cm. Tekst jest pisany jedną kolumną na stronę, 19 linijek tekstu na stronę. 

## Historia
INTF datuje rękopis 0286 na X lub XI wiek . 
Rękopis został znaleziony w maju 1975 roku podczas prac restauracyjnych w klasztorze wraz z wieloma innymi rękopisami . Na listę greckich rękopisów Nowego Testamentu wciągnął go Kurt Aland, oznaczając go przy pomocy siglum 0286. Został uwzględniony w II wydaniu Kurzgefasste. 
Rękopis nie jest wykorzystywany we współczesnych wydaniach greckiego Nowego Testamentu (NA27, NA28, UBS4). 
Rękopisu jest przechowywany w Klasztorze Świętej Katarzyny (N.E. ΜΓ 72) na Synaju .